# A Velha a Fiar
A Velha a Fiar é um curta-metragem brasileiro de 1964 dirigido por Humberto Mauro, com a música popular homônima cantada pelo Trio Irakitan. Uma joia do cinema brasileiro, esse curta-metragem chegou a ser considerado pelos críticos como um dos primeiros videoclipes do mundo. Humberto Mauro, ao não conseguir colocar uma mulher para fazer o papel da velha, colocou seu amigo Mateus Colaço para fazê-lo.

## Sinopse
Baseado numa canção popular, na qual sempre um animal ou ser sempre está "fazendo mal" a outro, a história mostra uma sequência de imagens e fotos para ilustrar a canção popular.

## História
O curta começa com imagens bucólicas da vida rural: bois pastando, a moagem no pilão, os trabalhos do campo, os animais que farão parte da história. De repente, surge a velha na roca a fiar, quando começa a canção-tema, cantada pelo Trio Irakitan, que apresenta os eventos nesta sequência:
Estava a velha no seu lugar
Veio a mosca lhe fazer mal
A mosca na velha e a velha a fiar
Estava a mosca no seu lugar
Veio a aranha lhe fazer mal
A aranha na mosca, a mosca na velha e a velha a fiar
Estava a aranha no seu lugar
Veio o rato lhe fazer mal
O rato na aranha, a aranha na mosca, a mosca na velha e a velha a fiar
Estava o rato no seu lugar
Veio o gato lhe fazer mal
O gato no rato, o rato na aranha, a aranha na mosca, a mosca na velha e a velha a fiar
Estava o gato no seu lugar
Veio o cachorro lhe fazer mal
O cachorro no gato, o gato no rato, o rato na aranha, a aranha na mosca, a mosca na velha e a velha a fiar
Estava o cachorro no seu lugar
Veio o pau lhe fazer mal
O pau no cachorro, o cachorro no gato, o gato no rato, o rato na aranha, a aranha na mosca, a mosca na velha e a velha a fiar
Estava o pau no seu lugar
Veio o fogo lhe fazer mal
O fogo no pau, o pau no cachorro, o cachorro no gato, o gato no rato, o rato na aranha, a aranha na mosca, a mosca na velha e a velha a fiar
Estava o fogo no seu lugar
Veio a água lhe fazer mal
A água no fogo, o fogo no pau, o pau no cachorro, o cachorro no gato, o gato no rato, o rato na aranha, a aranha na mosca, a mosca na velha e a velha a fiar
Estava a água no seu lugar
Veio o boi lhe fazer mal
O boi na água, a água no fogo, o fogo no pau, o pau no cachorro, o cachorro no gato, o gato no rato, o rato na aranha, a aranha na mosca, a mosca na velha e a velha a fiar
Estava o boi no seu lugar
Veio o homem lhe fazer mal
O homem no boi, o boi na água, a água no fogo, o fogo no pau, o pau no cachorro, o cachorro no gato, o gato no rato, o rato na aranha, a aranha na mosca, a mosca na velha e a velha a fiar
Estava o homem no seu lugar
Veio a mulher lhe fazer mal
A mulher no homem, o homem no boi, o boi na água, a água no fogo, o fogo no pau, o pau no cachorro, o cachorro no gato, o gato no rato, o rato na aranha, a aranha na mosca, a mosca na velha e a velha a fiar
Estava a mulher no seu lugar
Veio a morte lhe fazer mal
A morte na mulher, a mulher no homem, o homem no boi, o boi na água, a água no fogo, o fogo no pau, o pau no cachorro, o cachorro no gato, o gato no rato, o rato na aranha, a aranha na mosca, a mosca na velha e a velha a fiar!
Ao final, a velha continua a fiar.

## Produção
Humberto Mauro utiliza-se de uma grande variedade de técnicas, misturando filmagens de seres vivos, com animais de plástico e técnicas como a do stop motion,, numa produção que segundo análise, estendeu-se por alguns anos, possivelmente entre 1957-1959, 1961-1962 e 1964, o ano da produção e conclusão da obra.

## Elenco
- Mateus Colaço … a velha